# أرييل كورونيل
أرييل كورونيل (بالإسبانية: Ariel Coronel) هو لاعب كرة قدم أرجنتيني، ولد في 17 يوليو 1987 في سانتياغو ديل استيرو في الأرجنتين. لعب مع Club Comunicaciones ‏.

## وصلات خارجية
- أرييل كورونيل على موقع قاعدة بيانات كرة القدم.إي يو (الإنجليزية)
- أرييل كورونيل على موقع Soccerway.com (الإنجليزية)